# Grasse
Grasse er en by der ligger vest for Nice i Frankrig i departement Alpes-Maritimes i regionen Provence-Alpes-Côte d'Azur.
Parfumebyen Grasse ligger i det smukke og frodige bagland ved Cannes og Nice.
Der er store fabrikker der laver parfumeekstrakter og essenser bl.a. Fragonard der modtager besøg.
Området er fyldt med dufte fra f.eks. roser, jasmin og lavendel marker.
Parfumefabrikkerne i Grasse laver kun råvaren, der er et udtræk af æterisk olie.
Den færdige parfume laves f.eks. i Paris af store modehuse, hvor forskellige æteriske olier bliver blandet og tilsat sprit (ætanol).
Parfumerie Fragonard ligger i Grasse.

## Demografi
| 1793   | 1800   | 1806   | 1821   | 1831   | 1836   | 1841   | 1846   | 1851   |
| ------ | ------ | ------ | ------ | ------ | ------ | ------ | ------ | ------ |
| 2.626  | 2.896  | 2.804  | 3.982  | 3.994  | 3.997  | 3.381  | 4.720  | 5.557  |
| 1856   | 1861   | 1866   | 1872   | 1876   | 1881   | 1886   | 1891   | 1896   |
| 5.860  | 7.557  | 9.618  | 10.144 | 14.022 | 19.385 | 19.959 | 19.983 | 22.959 |
| 1901   | 1906   | 1911   | 1921   | 1926   | 1931   | 1936   | 1946   | 1954   |
| 30.420 | 29.365 | 29.656 | 30.907 | 42.427 | 47.259 | 49.032 | 45.548 | 50.192 |
| 1962   | 1968   | 1975   | 1982   | 1990   | 1999   | 2006   |        |        |
| 58.079 | 67.152 | 70.527 | 72.259 | 68.676 | 67.304 | 70.200 |        |        |

## Ekstern henvisning
- Wikimedia Commons har flere filer relateret til Grasse
- "Grasse Museum" (fransk).

## Fodnoter
1. ↑  Grasse - Notice Communale